# Маккаби (футбольный клуб, Лос-Анджелес)
«Маккаби» — бывший американский профессиональный футбольный клуб из Лос-Анджелеса, основанный в 1971 году представителями еврейской диаспоры города. Был расформирован в 1982 году. Пятикратный обладатель Открытого Кубка США имени Ламара Ханта.

## История
Футбольная секция появилась в мультиспортивном еврейском клубе «Маккаби» в 1971 году, первоначально заявившись для участия в городской любительской футбольной лиге.
Символом команды была избрана Звезда Давида. При этом, помимо, собственно, евреев, в клуб приглашались и другие перспективные игроки.
В 1977 и 1978 годах коллективу покорился региональный Кубок Калифорнии, а также Кубок Лос-Анджелеса. В том же году клуб дебютировал в розыгрыше Лиги чемпионов КОНКАКАФ, но выбыл из турнира, не преодолев групповой этап.
Через несколько лет после этого, в 1982 году, команду настигли серьёзные проблемы с финансированием, вследствие чего она была расформирована. Несмотря на это, в Лос-Анджелесе продолжает функционировать детская футбольная академия «Маккаби».